# François Sudre
Pour les articles homonymes, voir Sudre.
Jean-François Sudre, né à Albi (paroisse Saint-Etienne), le 15 aout 1787, décédé à Paris 9e le 3 octobre 1862, est un musicien et professeur de musique français, connu pour avoir inventé la téléphonie et la langue musicale universelle, appelée ensuite solresol.
Fils de Jacques Sudré, marchand et de Françoise Vignès, il épouse la cantatrice Marie-Joséphine Hugot le 19 avril 1855 à Paris 2e ancien. Il est inhumé au cimetière de Montmartre,,.

## Biographie
Admis au Conservatoire de Paris, il suit l’enseignement de François-Antoine Habeneck pour le violon et de Charles-Simon Catel pour l’harmonie. Il enseigne d’abord chant, guitare et violon à Sorèze puis fonde, en 1818 une école d’enseignement mutuel pour la musique à Toulouse et publie quelques pièces. En 1822, il ouvre un magasin de musique à Paris.

### Langue musicale universelle
Dès 1817, il pense à un système de communication à distance par les sons des instruments de musique. En janvier 1828, il le propose à l’examen de l’Institut de France dont une commission composée de Prony, Arago, Fourier, Raoul-Rochette, Cherubini, Lesueur, Berlon, Catel et Boieldieu exprime son approbation : « La commission croit que ce nouveau moyen de communication de la pensée peut offrir de grands avantages, et que le système de M. Sudre renferme en lui tous les germes d'une découverte ingénieuse et utile. »
Le ministère de la guerre se montre intéressé et fait faire au Champ-de-Mars des expériences de communication au clairon qui se révèlent concluantes.  La marine conclut de même. Sudre donne dès lors à son système le nom de téléphonie.
À partir de 1833, il donne des conférences en France, Belgique, Angleterre, où il fait la démonstration de traduction instantanée de phrases dictées tout en améliorant son système, ce que note un rapport des académies de l’Institut de France en date du 14 septembre 1833.  Il publie à Paris, en 1838, une brochure de 62 pages, en format in-8°, Rapports sur la langue musicale inventée par M. F. Sudre, approuvée par l’Institut royal de France, et opinion de la presse française, belge et anglaise, sur les différentes applications de cette science.
Pour permettre l’utilisation de sa langue par les aveugles, sourds et muets, il la transforme en supprimant intonation et son, n’en laissant que les éléments rythmiques traduits par les mains. Il travaille aussi à un double dictionnaire qui ne sera publié qu’en 1866, après sa mort.

### Reconnaissance
Le jury de l'Exposition universelle de 1855 vote une récompense de dix mille francs qui lui est payée par le gouvernement français.
En 1862, la section de musique du jury de l'Exposition internationale de Londres, qui teste la méthode et constate sa fiabilité, demande qu’une pension viagère soit accordée à l’inventeur, ce qui est accordé.

## Œuvres
Sudre a publié des soli de violon avec orchestre ou piano, des romances, des nocturnes à deux et trois voix ; il est aussi l’auteur des chants patriotiques la Colonne et le Champ d'Asile.

## Source biographique
- La téléphonie ou télégraphie musicale « Les Merveilles de la science ou description populaire des inventions modernes ; Louis Figuier ; 1868 » pages 69 à 76 ou Wikisource.
- Gilbert Rose, « La téléphonie de Jean-François Sudre », dans Mémoires de l'Académie nationale de Metz, 2013 Lire en ligne.